# 1867 en architecture
| Années de l'architecture : 1864 - 1865 - 1866 - 1867 - 1868 - 1869 - 1870    |
| Décennies de l'architecture : 1830 - 1840 - 1850 - 1860 - 1870 - 1880 - 1890 |

Cet article présente les faits marquants de l'année 1867 en architecture.

## Réalisations
- 1er janvier : le pont suspendu John A. Roebling entre Cincinnati et Covington est ouvert.
- Palais de la Province et de la Préfecture à Pérouse en Italie.

## Événements
- Joseph Monier pose un brevet sur le béton armé.
- 20 mai : la reine Victoria pose la première pierre du futur Royal Albert Hall dessiné par Francis Fowke et H.Y. Darracott Scott.
- Première inauguration de l'opéra Garnier à Paris.

## Récompenses
- Royal Gold Medal : Charles Texier.
- Prix de Rome : Henri Jean Bénard premier grand prix, Paul Dubois[Lequel ?] second grand prix[réf. nécessaire].

## Naissances
- 10 mars : Hector Guimard († 20 mai 1942).
- 8 juin : Frank Lloyd Wright († 9 avril 1959).
- 22 juin : John A. Pearson († 11 juin 1940).
- 17 octobre : Josep Puig i Cadafalch († 23 décembre 1956).

## Décès
- 25 mars : Jacques Hittorff (° 20 août 1792).